# Șkurativka, Bilopillea
Șkurativka (în ucraineană Шкуратівка) este localitatea de reședință a comunei Șkurativka din raionul Bilopillea, regiunea Sumî, Ucraina.

## Demografie
Componența lingvistică a localității Șkurativka
     Ucraineană (94,24%)
     Rusă (5,33%)
     Alte limbi (0,21%)
Conform recensământului din 2001, majoritatea populației localității Șkurativka era vorbitoare de ucraineană (94,24%), existând în minoritate și vorbitori de rusă (5,33%).